# PDO
PDO,un acronim pentru PHP Data Objects, este o extensie PHP care poate fi folosită ca un nivel de abstractizare pentru conexiunea dintre programele PHP și diverse baze de date. PDO definește o interfață simplă și consistentă între diverse baze de date. Pentru fiecare din driverele specifice implementate în PDO se pot folosi funcțiile specifice. PDO oferă un nivel de abstractizare pentru accesarea datelor, ceea ce înseamnă că indiferent la ce bază de date suntem conectați, se folosesc aceleași funcții pentru a trimite interogări și pentru a primi date. PDO nu oferă un nivel complet de abstractizare, nici transformare mapare automată în obiecte, nu rescrie SQL și nici nu emulează caracteristici absente în unele baze de date.

## Cerințe
De la versiunea PHP 5.1 PDO este înglobat cu PHP, și este disponibil ca extensie PECL pentru PHP 5.0; PDO face uz de programarea OOP și de aceea nu este disponibil pentru versiuni anterioare.

## Baze de date suportate
- Microsoft SQL Server și Sybase
- Firebird/Interbase
- IBM
- Informix
- MySQL
- Oracle
- ODBC și DB2
- PostgreSQL
- SQLite
- 4D